# Distretto di Kemalpaşa
Il distretto di Kemalpaşa (in turco Kemalpaşa ilçesi) è uno dei distretti della provincia di Smirne, in Turchia.